# Abington Pigotts
Abington Pigotts est une paroisse civile et un village du Cambridgeshire, en Angleterre.